# Marjory Gordon
Marjory Gordon (Cleveland, 10 november 1931 - Boston, 29 april 2015) was een verpleegkundig theoretica en professor in de verpleegkunde. Ze heeft bijgedragen aan het standaardiseren van het verpleegjargon. 
Ze was de eerste president van de North American Nursing Diagnosis Association (NANDA). In 1977 werd ze lid van de American Academy of Nursing. Marjory Gordon heeft tot aan haar dood gewerkt als gepensioneerd professor verpleegkunde aan het Boston College in Chestnut Hill, Massachusetts.

## Standaardwerk
Marjory Gordon is bekend om het standaardiseren van het verpleegjargon. ze schreef de Nursing assesment theory (vert. Verpleegkundige beoordeling), deze wordt toegepast om standaard informatie te vergaren over de patiënt, zoals de fysiologische, psychologische, sociologische en spirituele status. De nursing assesment theory maakt deel uit van het standaardwerk Gordon's functional health patterns. 
Marjory Gordon heeft ook vier boeken geschreven. Van het boek The Manual of Nursing Diagnosis, zijn twaalf edities verschenen en vertaald in tien talen. 

## Opleiding
Marjory Gordon heeft gestudeerd aan The Mount Sinai Hospital School of Nursing. Ze behaalde haar bachelor- en masterdiploma bij het Hunter College van de City University of New York en haar PhD op het Boston College.
- CiNii: DA02577133
- Gemeinsame Normdatei: 120237814
- International Standard Name Identifier: 0000 0003 6174 3898
- Library of Congress Control Number: n79052132
- Bibliotheek van het Japanse parlement: 00441335
- Nationale Bibliotheek van Tsjechië: nlk20050168156
- Nederlandse Thesaurus van Auteursnamen: 067953425
- Système universitaire de documentation: 056755392
- Virtual International Authority File: 224650344
- WorldCat: E39PBJB4f3gJc8gKh7cMJCWCcP